# Abby Hatcher kedvencei
Az Abby Hatcher kedvencei (eredeti cím: Abby Hatcher, Fuzzly Catcher) 2018-ban indult kanadai televíziós 3D-s számítógépes animációs oktató sorozat, amelynek alkotója Rob Hoegee.
Amerikában 2019. január 1-én a Nickelodeon mutatta be. Kanadában 2019. február 11-én mutatta be a TVOKids. Magyarországon 2019. május 27-én a Nick Jr. mutatta be.

## Ismertető
Abby Hatchert egy intelligens és energikus hétéves kislány. Új baráti a Plüssök. A Plüssök furcsa lények, akik Abby családjának szállodájában élnek. Abby legjobb barátja, Bozont, akivel több kalandba keverednek.

## Szereplők

### Főszereplők
| Szereplő     | Eredeti hang | Magyar hang     |
| ------------ | ------------ | --------------- |
| Abby Hatcher | Macy Drouin  | Kobela Kira     |
| Muszkó       | Wyatt White  | Sándor Barnabás |

### Plüssök
| Szereplő       | Eredeti hang     | Magyar hang       |
| -------------- | ---------------- | ----------------- |
| Bozont         |                  | Kelemen Noel      |
| Szirmocska     | Michela Luci     | Pekár Adrienn     |
| Mosolyka       | TBA              | Hermann Lilla     |
| Pöttöm Pali    | Jacob Soley      | TBA               |
| Curly          | Sophie Cullingan | TBA               |
| Bo             | Leo Orgil        | Mayer Szonja      |
| Mo             | Laaibah Alvi     | Gyarmati Laura    |
| Tupír Henriett | Hattie Kragten   | Laudon Andrea     |
| Hangjegyek     | Kate Miller      | TBA               |
| Ugri           | TBA              | Prokópius Gergely |

### Emberek
| Szereplő        | Eredeti hang       | Magyar hang      |
| --------------- | ------------------ | ---------------- |
| Jeff séf        | Paul Sun-Hyung Lee | Gardi Tamás      |
| Miranda Hatcher | Josette Jorge      | Pap Katalin      |
| Lex Hatcher     | Terry McGurrin     | Seder Gábor      |
| Melvin          | Christian Campbell | Maszlag Bálint   |
| Mrs. Melvin     | Kim Roberts        | Orosz Anna       |
| Mr. Melvin      | Mac Heywood        | TBA              |
| Tövis bírónő    | Catherine Disher   | Czifra Krisztina |

### Magyar változat
- Bemondó: Schmidt Andrea
- Magyar szöveg: Fridrich Katalin
- Dalszöveg: Császár Bíró Szabolcs
- Hangmérnök: Bokk Tamás, Házi Sándor, Bőhm Gergely
- Vágó: Wünch Attila, Pilipár Éva
- Gyártásvezető: Molnár Melinda
- Zenei rendező: Császár Bíró Szabolcs
- Szinkronrendező: Pupos Tímea
- Produkciós vezető: Koleszár Emőke

## Évados áttekintés
| Évad | Évad | Epizódok | Eredeti sugárzás | Eredeti sugárzás  | Magyar sugárzás  | Magyar sugárzás |
| Évad | Évad | Epizódok | Évadpremier      | Évadfinálé        | Évadpremier      | Évadfinálé      |
| ---- | ---- | -------- | ---------------- | ----------------- | ---------------- | --------------- |
|      | 1    | 26       | 2019. január 1.  | 2020. február 16. | 2019. május 27.  | TBA             |
|      | 2    | 26       | 2020. március 8. | TBA               | 2021. január 26. | TBA             |